# Anostomus ternetzi
Anostomus ternetzi är en fiskart som beskrevs av Fernández-yépez, 1949. Anostomus ternetzi ingår i släktet Anostomus och familjen Anostomidae. Inga underarter finns listade i Catalogue of Life.